# Corboxissomos

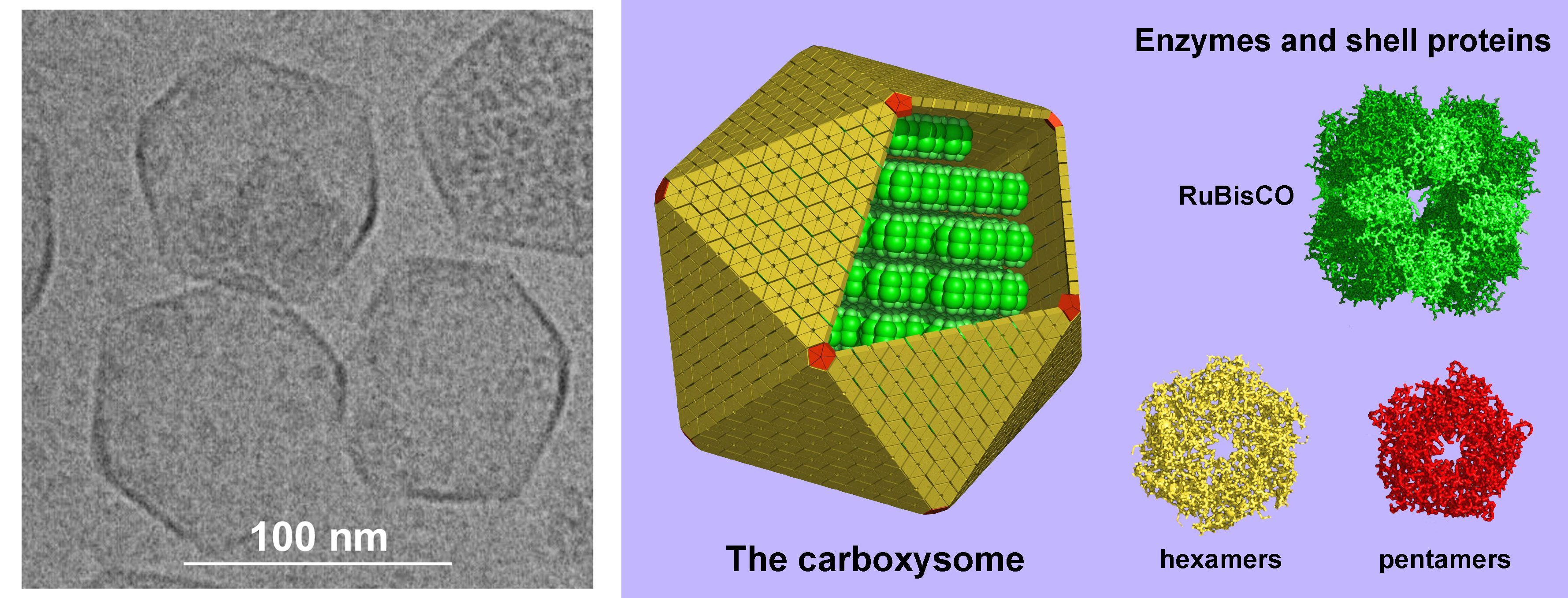
Os carboxisomas são organelos bacterianos limitados por uma cobertura proteica. À esquerda uma imagem de microscópio electrónico de carboxissomos, e à direita um modelo da sua estrutura.

Os carboxissomos são microcompartimentos bacterianos que contêm enzimas implicados na fixação do carbono. São constituídos por uma cobertura proteínica poliédrica de aproximadamente 80 a 140 nanómetros de diâmetro. Pensa-se que estes compartimentos concentram CO2 para superar a ineficiência da RuBisCo (a enzima limitante da actividade do ciclo de Calvin, que é o principal na fixação do carbono, e funciona melhor com concentrações altas de CO2). Estes organelos encontram-se em todas as cianobactérias e em muitas bactérias quimiotróficas que fixam dióxido de carbono. Em concreto, encontramos carboxissomas em todas as cianobactérias, algumas bactérias nitrificantes e tiobacilos.
Os carboxissomos são um exemplo dum amplo grupo de microcompartimentos proteínicos com diferentes funções, mas com estruturas similares baseadas na homologia das duas famílias de proteínas das cuberturas proteicas.